# Barnabas Sibusiso Dlamini
Barnabas Sibusiso Dlamini (15 de maig de 1942 - 28 de setembre de 2018) fou el Primer Ministre de Swazilàndia des del 23 d'octubre de 2008 fins al 4 de setembre de 2018. Anteriorment va ocupar el càrrec del 26 de juliol de 1996 fins al 29 de setembre de 2003.
Barnabas Sibusiso Dlamini era llicenciat en química per la Universitat de Wisconsin, Estats Units (1969); llicenciat en Comerç per la Universitat de Sud-àfrica (1976). I a més tenia un màster d'Administració Empresarial a la Universitat de Nova York (1982); va obtenir el títol de Comptabilitat Pública en l'Estat de Nova York (1983), i el d'Inspector Comptable de Swazilàndia i Lesotho (1985).
La seva vida laboral començà amb diversos treballs en el camp de la química, fins que en 1978 va ser elegit senador per cinc anys. A més en aquest període va simultaniejar el seu treball al senat amb el de delegat en l'Assemblea General de les Nacions Unides (1978-1981); membre del Comitè sobre Normes Internacionals de Comptabilitat i Presentació d'Informes (1979-1981); a més d'un lloc en la consultora Coopers & Lybrand, on va aconseguir el grau de soci en 1983-1984.
Dlamini va ser nomenat Ministre d'Economia en 1984 i va ocupar el càrrec fins a 1993. Va ser a més director executiu del Fons Monetari Internacional (FMI) en el període 1992-1996, ocupant el càrrec els dos primers anys com a suplent.
Va ocupar el càrrec de Primer Ministre des del 26 de juliol de 1996 fins al 29 de setembre de 2003, immediatament després va ser nomenat conseller del rei Mswati III.
Dlamini va ser un candidat, recolzat per govern de Swazilàndia, per al càrrec de President de la Comissió de la Unió Africana a principis de 2008, però, posteriorment, el govern va retirar la seva candidatura per solidaritat amb la Comunitat de Desenvolupament d'Àfrica Austral, a fi de presentar un candidat únic.
A l'octubre de 2008 va ser nomenat de nou Primer Ministre, càrrec que ocupa fins que va renunciar-hi el 4 de setembre de 2018.